# Chuntie

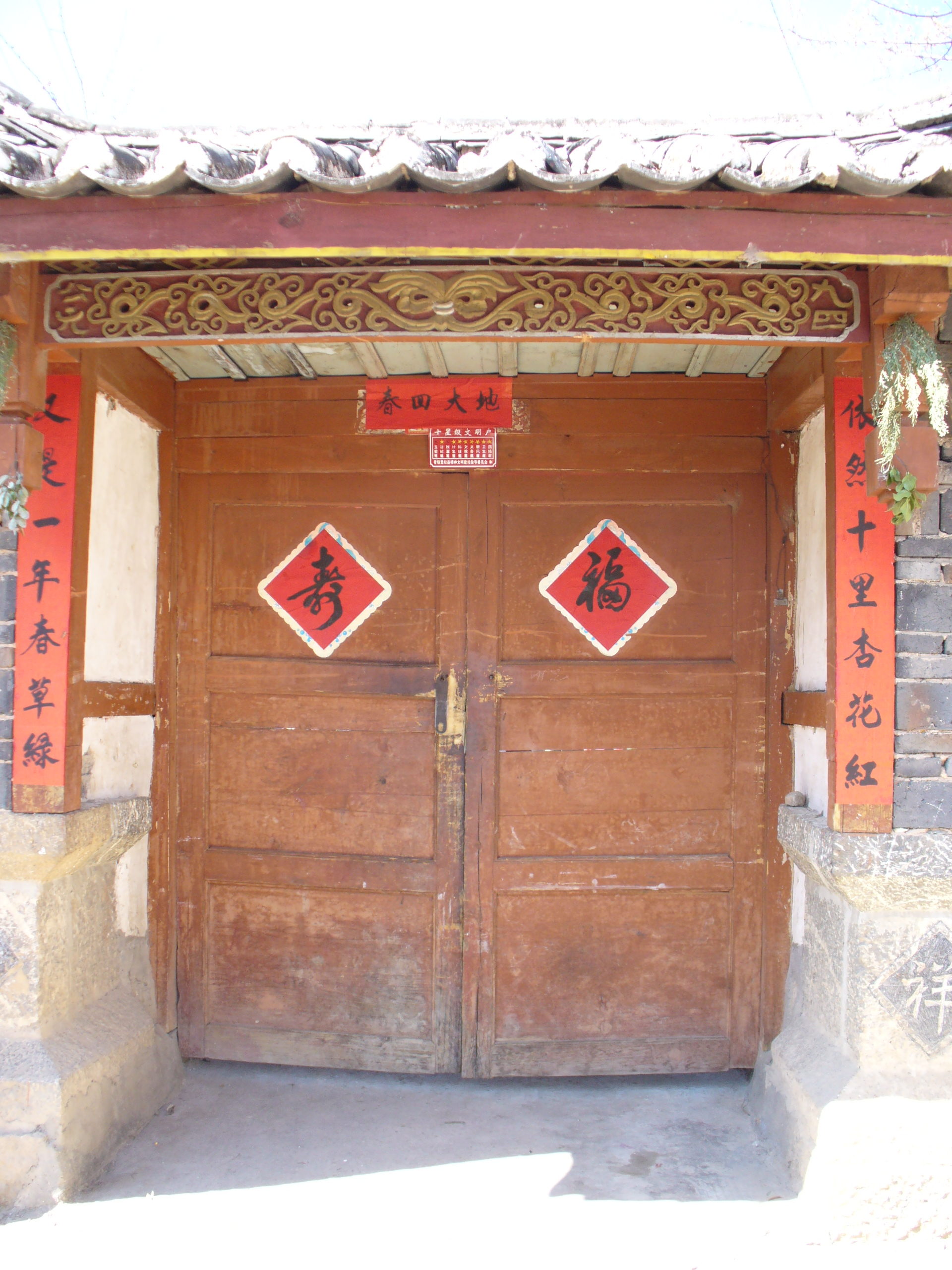
Een versierde toegang van een huis

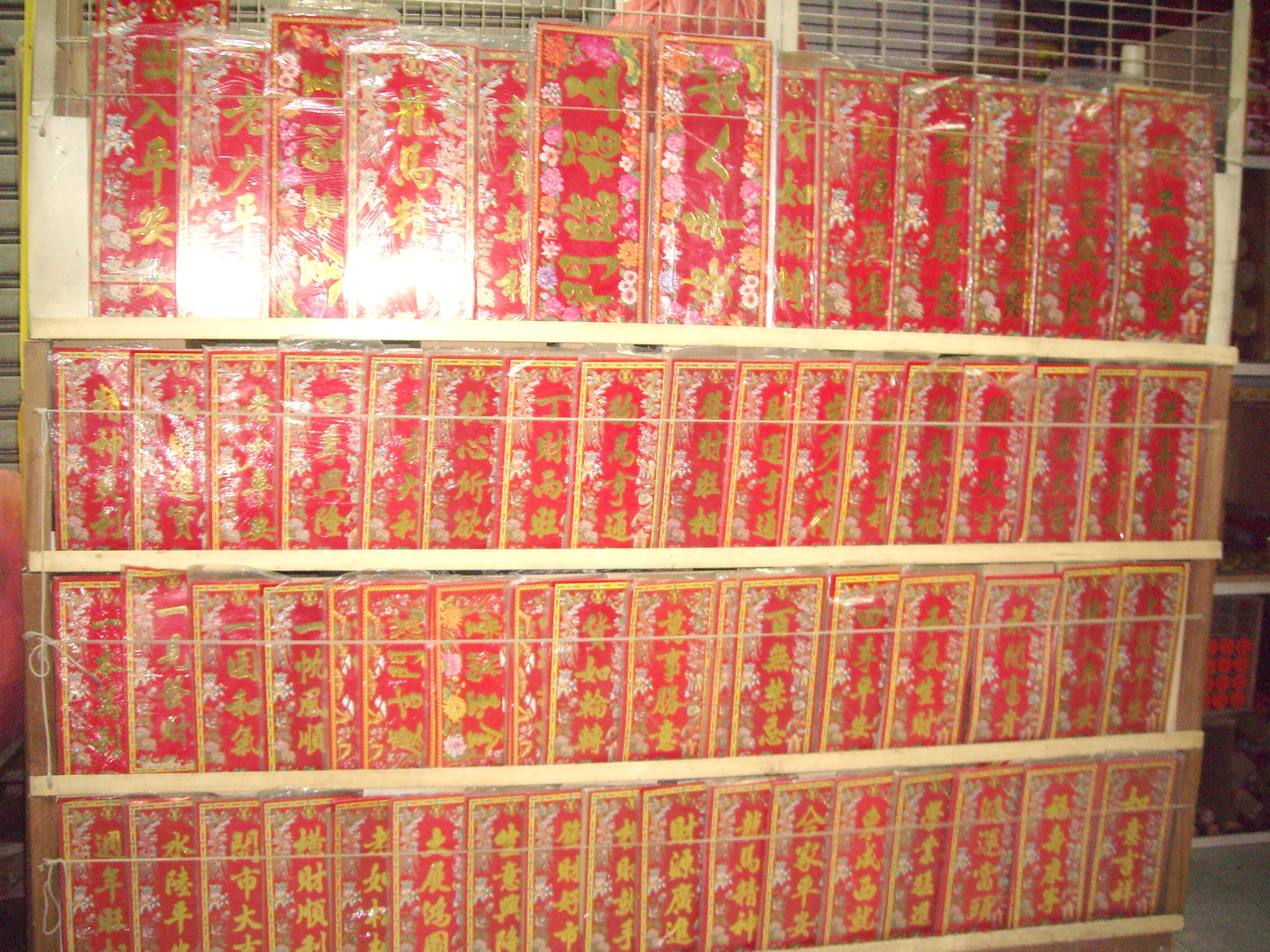
drukkerij met een plank van voorbeeldchuntie

De karakter zhao cai jin bao/招財進寶 (betekent: leve de welvaart) samengevoegd tot één karakter

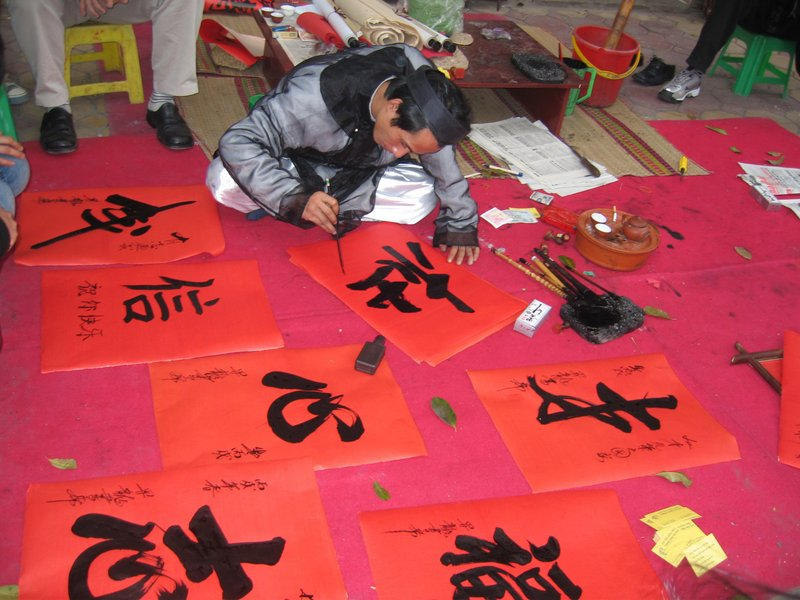
Vietnamese chuntieverkoper/schrijver

Een chuntie (spreek uit als: [chun tyeh]), chunlian (spreek uit als: [chun ljen]) is een duilianvorm die tijdens Chinees nieuwjaar veelvuldig wordt gebruikt. Het wordt vaak gezien in China, Korea, Vietnam en gebieden waar veel overzeese Chinezen wonen. Chuntie worden op de vooravond van Chinees nieuwjaar op de zijmuren van de deurpoort geplakt. In Korea gebruikt men wit papier. In andere gebieden rood papier, omdat dat volgens de Chinezen en Vietnamezen de kleur van geluk is. 
Op de deur wordt meestal een rood papier met één hanzi geplakt. Veelvoorkomende hanzi zijn fu/福 (betekent: geluk) of shou/壽 (betekent: lang leven). In Vietnam worden ook vaak de karakters 忍 (betekent: tolerantie), 達 (betekent: bereiken), 心 (betekent: hart) en 吉祥 (betekent: geluk) gebruikt. Ze worden daar op rood, geel of wit papier geschreven.
In China worden vaak ook samengestelde karakters gebruikt. Een paar karakters worden dan zo geschreven dat het op één karakter lijkt.
Chuntie bestaan uit twee zinnen die iets vertellen over het nieuwe jaar of een eigen wens. Chinese christenen gebruiken zogenaamde christelijke spreuken. Traditionele spreuken kunnen ook over de Chinese goden gaan.

## Voorbeeldspreuken

### Wensspreuken
- Verwelkom de lente en ontvang geluk.
- Genoeg voedsel en kleding.
- Moge de welvaart komen.
- De welvaart komt.
- Een vredevol land.
- Leve het geluk en lang leven.
- Een goed lichaam en weerstand.
- Een wakker leven als de draak en het paard.

### Traditionele spreuken
- De drie goden (Fulushou) schijnen vanuit de hoogte.
- De drie goden (Fulushou) beschermen ons.
- De ambtenaren van de hemel geven ons geluk.
- Gelukkig nieuwjaar.

### Christelijke spreuken
- God is vaak bij ons.
- God geeft rust.

## Chuntie die in paren opgehangen worden
- de hemel geeft ons een nieuw jaar, de mens wordt een jaar ouder & de lente is vol geluk, de deur straalt vol geluk uit
- rode pruimenbloembloesems bevatten wintersneeuw & de groene wilgenbladeren groeien uit de takken om de nieuwe lente te verwelkomen
- één geluid van de ratelband verdrijft het oude jaar & de rode papieren op de deuren van tienduizenden families verwelkomt het nieuwe jaar
- het gaat voorspoedig, de geluksster komt & tienduizend wensen komen uit, geluk straalt boven de deur
- het gaat goed met de handelszaken, over de vier zeeën & welvaart bloeit, door de drie rivieren
- één geluid van de ratelband verdrijft het oude jaar & de gong en de trommel verwelkomen de nieuwe lente
- mensen van alle leeftijden hebben rust, Fu Xing en Lu Xing dalen neer & elk jaar een goede omgeving, welvaart stroomt binnen
- van vier windrichtingen komen goede mensen wie voor elkaar zorgen & van de acht windrichtingen komen waardevolle schatten het huis binnen